# Thelyphonus spinimanus
Espèce
Thelyphonus spinimanus est une espèce d'uropyges de la famille des Thelyphonidae.

## Publication originale
- Lucas, 1835 : Sur une monographie du genre Thélyphone. Magasin de Zoologie, vol. 5, Classe VIII.